# Воденска табахана
Воденската табахана (на гръцки: Βυρσοδεψείο Έδεσσας) е историческа производствена сграда, табахана за щавене на кожи, в град Воден, Гърция.
Сградата е разположена на улица „Архиеревс Мелетиос“ № 69, в традиционния квартал Вароша. Собственици на имота са братя Ардицоглу.
В 1988 година като пример за традиционната производствена архитектура табаханата е обявена за паметник на културата.